# 鎗王
《鎗王》是一部於2000年上映的香港電影。後來本片監製爾冬陞拍攝《旺角黑夜》與《鎗王之王》，延續《鎗王》角色苗志舜的故事。

## 劇情簡介
彭奕行（Rick，張國榮飾）熱愛鎗械和射擊，他是实用射击（IPSC）的比賽高手，同時是一名改鎗能手。另一方面，警隊高級督察苗志舜（方中信飾）任職重案組，也熱愛鎗械和射擊。Rick和苗志舜在一次比賽中，兩人實力不分高下，然而因为同组队员的作弊及施壓之下，苗志舜更胜一筹。比賽途中發生了意外，Rick舉鎗自衛殺了人，但同时也因此感到良心不安。
三年後，Rick和苗志舜在警局重遇，他懷疑Rick與一宗與要員保護組有關的兇殺案有關。由於證據不足，警方故意以私藏鎗械罪扣押Rick的女友Colleen（黃卓玲飾）。為了能逼使警方釋放女友，Rick公然挑戰由阿苗為首的專案小組。因警员沆瀣一气，对Rick的案件不公正审理，本已因自卫杀人患上心理障碍的Rick，槍傷了苗志舜的诸多同事，并与警队公开火并。最终，Rick死了，苗志舜与妻子团圆。

## 演員表
| 演員   | 角色   | 暱稱/關係 |
| 張國榮 | 彭奕行 | 彭生、阿Rick IPSC及改鎗高手，因射擊比賽發生意外後變為冷血殺手 郭麗怡之男友 於戲院和苗志舜一決高下，最後被對方擊斃 |
| 方中信 | 苗志舜 | 阿Miu、苗Sir、苗督察、苗幫辦 IPSC高手 重案組總督察 Ellen之丈夫 Joe之好友兼上司 於戲院被Rick槍傷，後生還           |
| 黃卓玲 | 郭麗怡 | Colleen 彭奕行之女友                                                                                              |
| 谷德昭 | 吳雲信 | Vincent 鑑證科人員 郭麗怡之前男友兼好友，曾跟隨Rick學習射擊，但隨後於戲院被Rick槍殺。                             |
| 陳法蓉 | Ellen  | 苗太 苗志舜之妻子 醫生                                                                                            |
| 张民光 | Joe    | Joe IPSC及改鎗高手 重案組高級督察 苗志舜之好友兼下屬，最後在自己家中被Rick伏擊身亡 （粵語配音：鄭子誠）           |
| 蔡业信 | 阿金   | 阿Kim 警察，要員保護組主管，曾挑衅Rick，最后在戏院门口被其開槍擊斃                                                |
| 陈望华 | 老余   | 阿余、余Sir 督察，苗志舜同事，因投資失利致精神失常，最後被Rick開槍擊斃                                            |
| 方平   | 杨正祥 | C.C.Yeung、楊生 富商，為了掩蓋走私案而僱用Rick買兇殺人，最後在高爾夫球場更衣室被其開槍擊斃                        |

## 獎項及提名
| 頒獎典禮             | 獎項         | 名單   | 結果 |
| -------------------- | ------------ | ------ | ---- |
| 第20屆香港電影金像獎 | 最佳音響效果 |        | 提名 |
| 第37屆金馬獎         | 最佳男主角   | 張國榮 | 提名 |